# Ondjiva

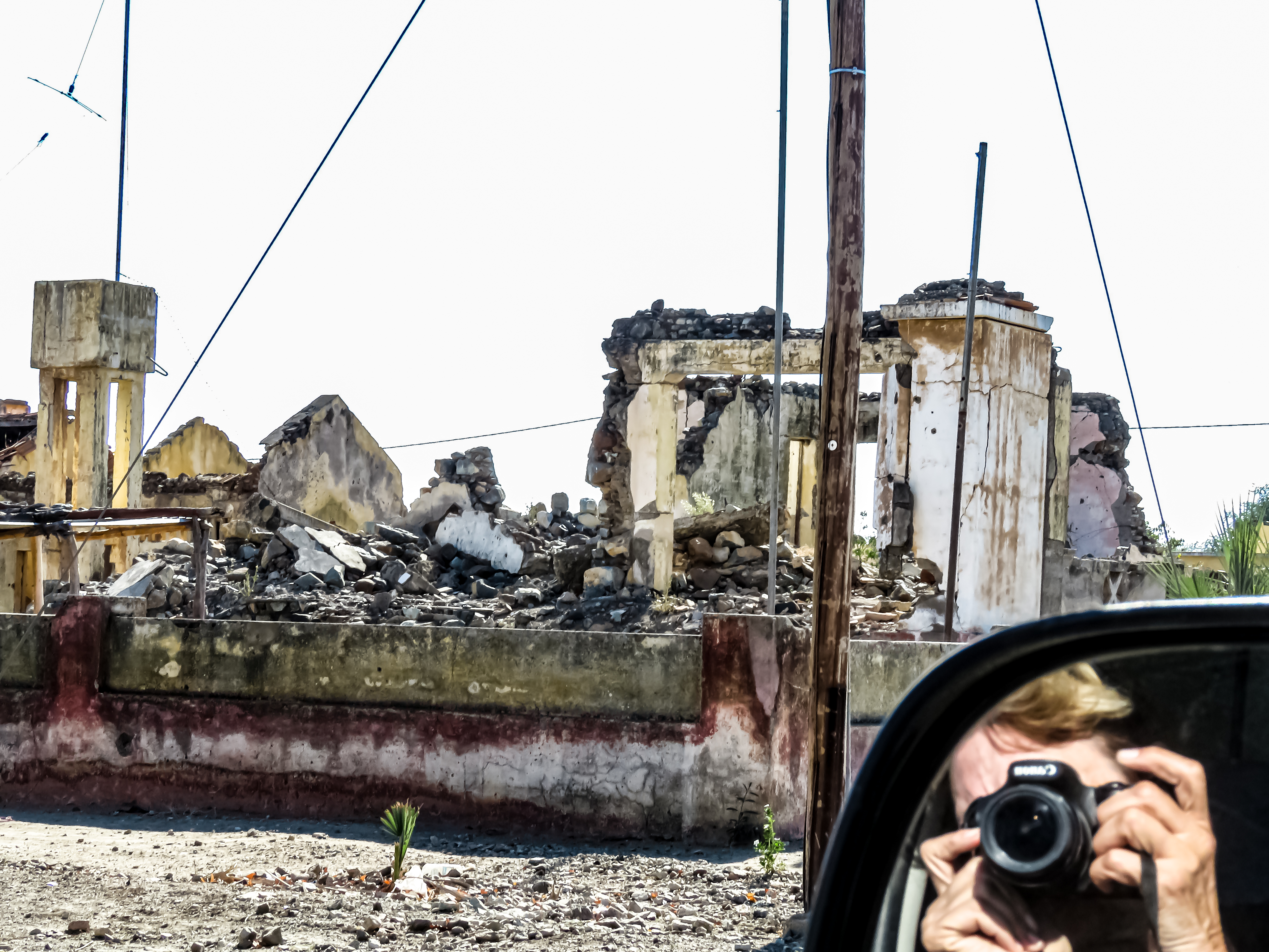
Tourisme dans les vestiges de la ville détruite.

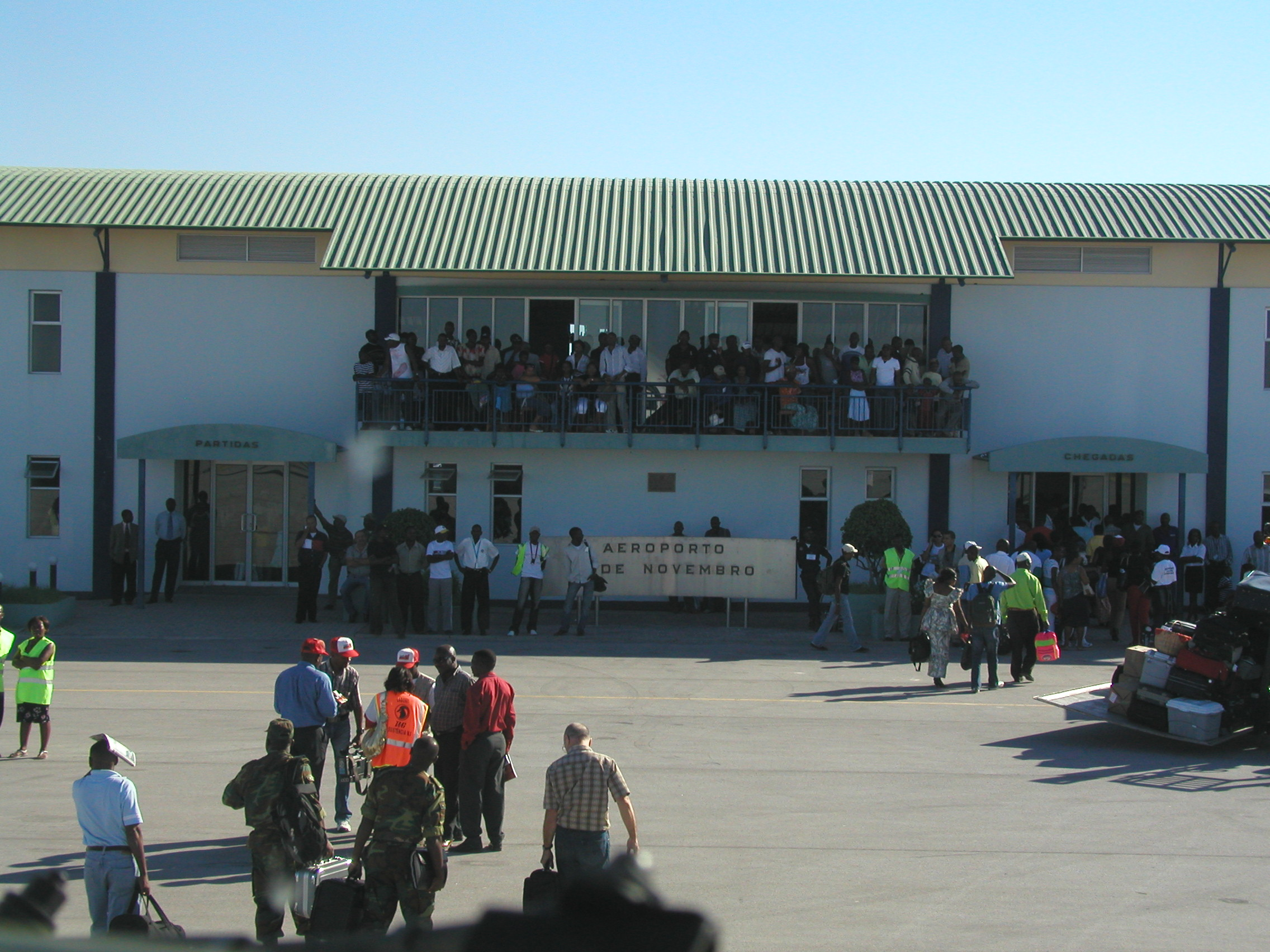
Aérodrome du 11-Novembre.

Ondjiva est une ville située au sud de l’Angola, capitale de la province de Kunene. Quasiment entièrement détruite pendant la longue période de guerre, elle connaît aujourd’hui un fort développement (comme d’ailleurs le pays entier). Sa proximité avec la Namibie, un des pays les plus stables d’Afrique, permet l'arrivée de devises, de denrées, etc. et attire de nombreux travailleurs des provinces voisines. Dans le petit centre ville se trouvent le palais du gouverneur, un mémorial, l’église principale, l’hôpital central, divers commerces, etc.
Un aérodrome dessert la capitale Luanda et d’autres capitales de province (Lubango, Huambo) plusieurs fois par jour. Elle compte quatre lycées dont l’école Eiffel. Le kwanyama est une langue encore largement parlée par les habitants de la province.

## Religion
Ondjiva est le siège d'un évêché catholique créé le 10 août 1975.